# Air Kyrgyzstan

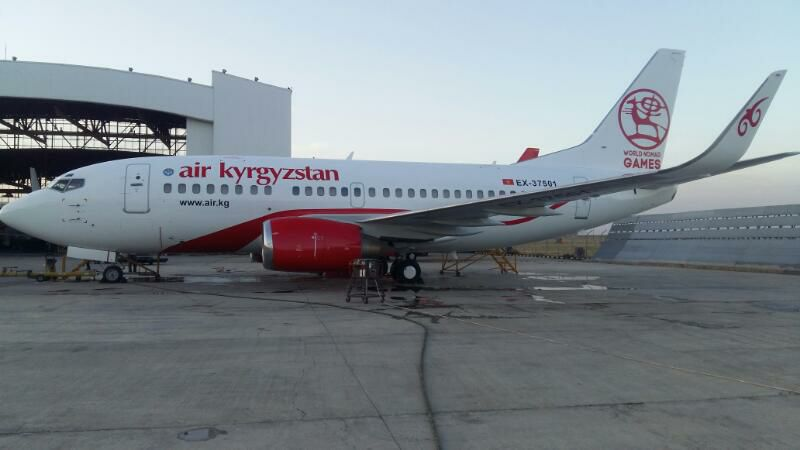
Boeing 737-500 в оновленій лівреї

Aır Kyrgyzstan (Ейр Киргизстан, юридична назва ВАТ «Ейр Киргизстан») — національна авіакомпанія Киргизької Республіки.
Свою діяльність на ринку авіаційних перевезень Авіакомпанії «Киргизстан» з початку 2001 року для здійснення перевезення офіційних осіб держави, а також комерційних авіаперевезень.
На сьогоднішній день Авіакомпанія «Ейр Киргизстан» (Air Kyrgyzstan) є найбільшою авіаційної компанією в Киргизстані, яка виконує регулярні і нерегулярні рейси як всередині республіки, так і в ближнє і далеке зарубіжжя. Авіакомпанія має тризначний код 138 і дволітерний код ІКАО QH.
Географія польотів «Ейр Киргизстан» налічує більше 10 міст, такі як: Ош, Москва, Ташкент, Урумчі, Краснодар, Єкатеринбург, Новосибірськ, Красноярськ, Челябінськ, Дубай, Сургут і Абакан.
У 2011 році флот «Ейр Киргизстан» перейшов повністю на літаки західного зразка. Флот авіакомпанії складався з 3 Boeing 737 , на сьогодні флот авіакомпанії складається з 1 літака.
Базується в Міжнародному аеропорту «Манас» (р. Бішкек).

## Маршрутна мережа
Розклад польотів сезон ІАТА зима 2016:
- рейси з Бішкека до Москви, Красноярська, Краснодар, Урумчі, Ташкент, Сургут, Челябінськ
- рейси з Оша до Красноярська, Москви, Абакан, Сургут

## Флот
За даними на червень 2017 року флот авіакомпанії складається з одного ВС:
| №      | Тип ПС         | кількість | кількість місць | реєстр.№ | примітки                                                               |
| ------ | -------------- | --------- | --------------- | -------- | ---------------------------------------------------------------------- |
| 1      | Boeing 737-500 | 1         | 122             | EX-37501 | наприкінці квітня відбувся тех.ремонт , і отримав оновлену розмальовку |
| разом: | 1              |           |                 |          |                                                                        |

## Катастрофи
28 грудня 2011 року о 12 годині 46 хвилин при здійсненні посадки в аеропорту м. Ош літака ТУ-134А-3 з державним розпізнавальним № ЕХ 020 ВАТ «Авіакомпанія „Киргизстан“», що здійснював рейс QH 3 за маршрутом Бішкек-Ош, сталося зіткнення з землею, в результаті чого судно перекинулася на спину з руйнуванням його конструкції і спалахом.